# 8609 Shuvalov
A 8609 Shuvalov (ideiglenes jelöléssel 1977 QH3) a Naprendszer kisbolygóövében található aszteroida. Nyikolaj Sztyepanovics Csernih fedezte fel 1977. augusztus 22-én.